# Caught in a Tight Pinch
Caught in a Tight Pinch è un cortometraggio muto del 1914 diretto da Harry A. Pollard. Prodotto dalla Beauty (American Film Manufacturing Company) su un soggetto di J. Edward Hungerford, il film aveva come interpreti lo stesso regista, sua moglie Margarita Fischer e Joe Harris.

## Trama
Henry e Sam sono rivali in amore, innamorati tutti e due della bella Bessie. Il primo invita la ragazza ad un ballo solo per scoprire che è già impegnata con Sam. La sera del ballo, Henry prende in prestito delle scarpe da sera, ma queste sono troppo piccole e lui non può fare niente perché ormai i negozi sono tutti chiusi. Per non lasciare Bessie al suo rivale, si rassegna a indossarle e recarsi così alla festa. Nascondendo il proprio disagio, invita a ballare la ragazza, ma le scarpe gli procurano una tale indicibile agonia che è costretto a ritirarsi. Nel frattempo Sam, ballando, pesta i piedi alla sua partner che lo lascia per andare, in lacrime, nel cortile sul retro, dove trova Henry, afflitto dai suoi stessi problemi. I due giovani si consolano a vicenda e quando appare Sam, quest'ultimo scopre che ormai ha perso per sempre la bella Bessie.

## Produzione
Il film fu prodotto dalla Beauty (American Film Manufacturing Company).

## Distribuzione
Distribuito dalla Mutual, il film - un cortometraggio della lunghezza di una bobina - uscì nelle sale statunitensi il 22 settembre 1914.